# Fraserspar
De fraserspar (Abies fraseri) is een boom die behoort tot de dennenfamilie (Pinaceae). De plant wordt als tuin- en kerstboom gebruikt. De boom is decoratief, omdat deze al bij een lengte van 1-2 m helder gekleurde kegels heeft.
De boom komt van nature voor in de zuidoostelijke Appalachen, in het zuidwesten van Virginia, in het westen van North Carolina en in het oosten van Tennessee. De boom groeit op vochtige, goed ontwaterde, zure zandgrond op 1200 tot 2000 m hoogte, meestal in gemengd bos met de soort Picea rubens.
De boom wordt tot 25 m hoog en heeft een diameter tot 75 cm en een 6-12 m brede kroon. De takken staan horizontaal. De vorm van de kroon is piramidaal. Op jonge leeftijd is de boom dicht, maar wordt opener naarmate deze ouder wordt.

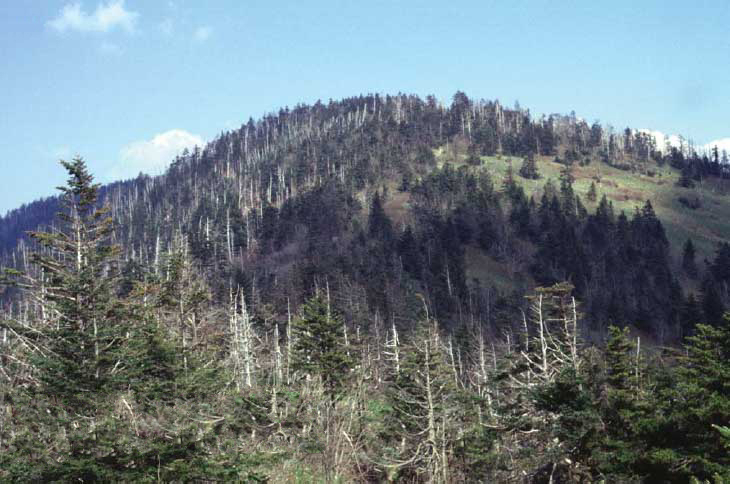
Frasersparbos met veel door aantasting van het vleugelloze insect Adelges piceae afgestorven bomen

De schors is grijsbruin en wordt op latere leeftijd schilferig. Normaal is de schors dun en glad maar wel met veel harsblaasjes.
De 1,2-2,5 cm lange, donkergroene, platte, buigzame naalden staan spiraalsgewijs op de twijgen, maar door een draaiing aan de basis lijken ze in twee rijen te staan. De top van de naald is rond en heeft een inkeping. Op de onderkant van de naald zitten twee zilverkleurige rijen huidmondjes. De naalden ruiken naar terpentijn.
De purperachtige kegels zijn 3,5-7 cm lang, die tijdens het rijpen lichtbruin worden. De cilindrische, met hars bedekte kegels staan rechtop. De schubben vallen van de rijpe kegel af, waardoor de zaden vrijkomen.

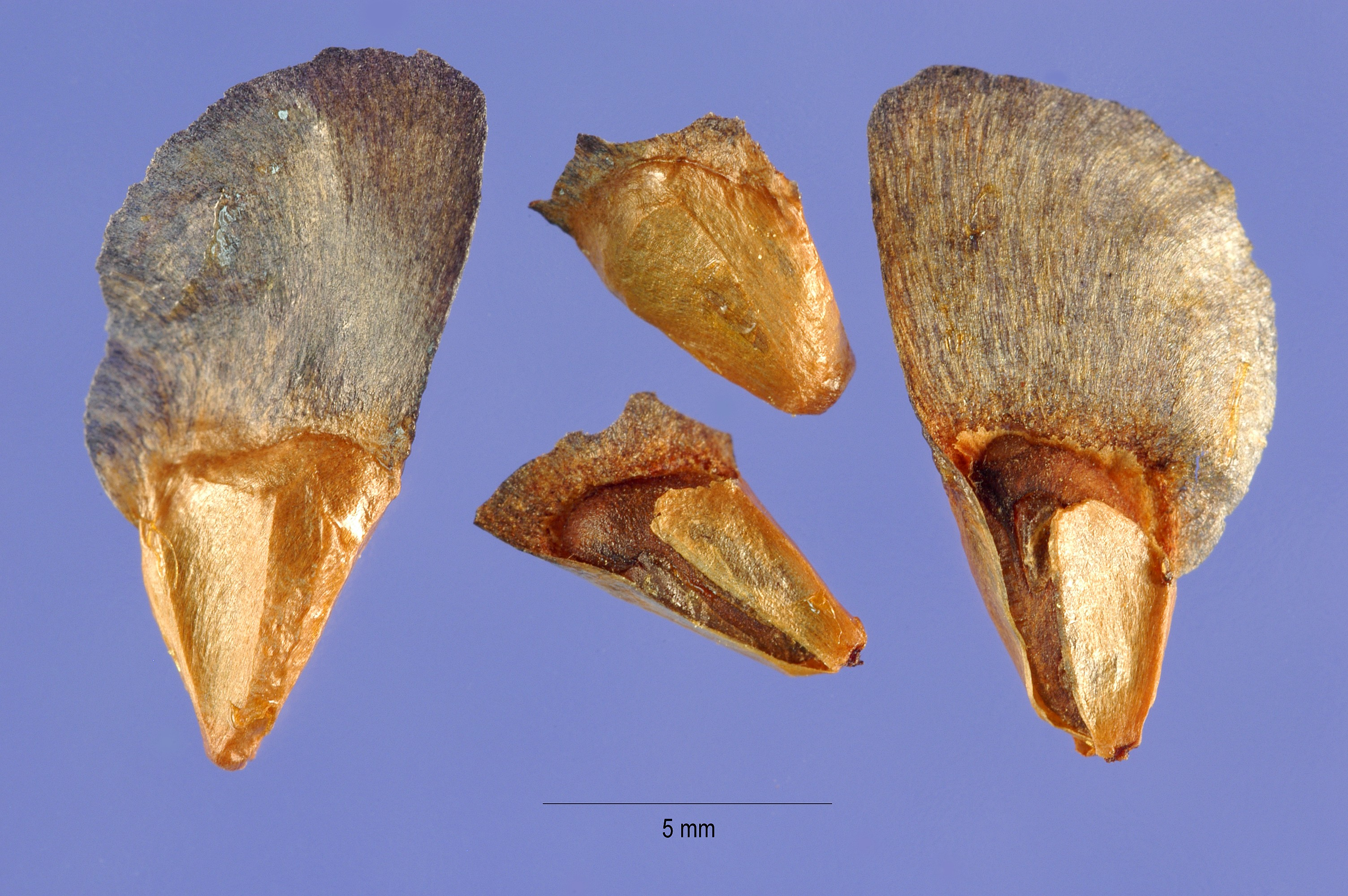
Zaden

Abies balsamea var. phanerolepis wordt door sommigen als een hybride van de balsemzilverspar (Abies balsamea) en de fraserspar beschouwd.
De achteruitgang van de fraserspar in de zuidelijke Appalachen gedurende de jaren tachtig van de twintigste eeuw heeft ook geleid tot de achteruitgang van de spin Microhexura montivaga.
De fraserspar maakt in de Verenigde Staten deel uit van de National Collection of Endangered Plants. Het Arnold Arboretum houdt zich namens het Center for Plant Conservation bezig met de bescherming van de plant.